# Franco Grillone
Franco Grillone (Grosseto, 23 febbraio 1925 – Pisa, 21 novembre 2007) è stato un allenatore di calcio e calciatore italiano, di ruolo attaccante.

## Carriera

### Giocatore
Nella stagione 1942-1943 gioca per il Pisa. Passa poi al Livorno dove gioca in Serie A.
Nel 1948 veste la maglia del Padova in Serie A. Dopo una breve parentesi al Cagliari in Serie C nella stagione 1950-1951 (24 presenze e 4 reti), torna nuovamente al Padova.
Nel 1955-1956 gioca invece per la Massese 10 partite segnando 2 gol.
Ha giocato inoltre per il Torino e per la Carrarese.

### Allenatore
Allena nella stagione 1963-1964 lo Spezia subentrando a Sergio Curletto.
Nel 1965-1966 e nel 1978-1979 è alla guida della Sarzanese. Allenò il Tempio nella stagione 1968-1969, in Serie D.
Nella stagione 1983-1984 siede invece sulla panchina della Tharros.
Ha guidato inoltre anche il San Marco Avenza e la Carrarese.

## Palmarès

### Giocatore

#### Competizioni nazionali
- IV Serie: 1

Carrarese: 1952-1953

### Allenatore

#### Competizioni regionali
- Prima Categoria: 1

Sarzanese: 1965-1966
- Promozione: 1

Sarzanese: 1978-1979